# Blackout
Blackout je peti studijski album američke pop pjevačice Britney Spears. Objavljen je u izdanju Jive Recordsa 26. listopada 2007.

## Popis pjesama
1. "Gimme More" (Nate Hills, James Washington, Keri Hilson, Marcella Araica)  - 4:11
2. "Piece of Me" (Christian Karlsson, Pontus Winnberg, Klas Åhlund) - 3:32
3. "Radar" (Karlsson, Winnberg, Henrik Jonback, Balewa Muhammad, Candice Nelson, Ezekiel "Zeke" Lewis, Patrick Smith) - 3:49
4. "Break the Ice" (Araica, Hills, Hilson, Washington) - 3:16
5. "Heaven on Earth" (Nick Huntington, Michael McGroarty, Nicole Morier) - 4:52
6. "Get Naked (I Got a Plan)" (Ellis, Araica, Hills) - 4:45
7. "Freakshow" (Spears, Lewis, Smith, Karlsson, Winnberg, Jonback) - 2:55*
8. "Toy Soldier" (Sean Garrett, Karlsson, Winnberg, Magnus Wallbert) - 3:22
9. "Hot as Ice" (Hills, Araica, (T-Pain) - 3:17
10. "Ooh Ooh Baby" (Spears, Farid Nassar, DioGuardi, Erick Coomes) - 3:28
11. "Perfect Lover" (Araica, Hills, Hilson, Washington) - 3:02
12. "Why Should I Be Sad" (Pharrell) - 3:10

Izvor:

### Bonus pjesme
1. "Outta This World" (Hills, Araica, Hilson, Washington) (Japan) - 3:44
2. "Everybody" (Annie Lennox, Jonathan Rotem, Evan Bogart) (iTunes i Japan) - 3:16
3. "Get Back" (Hills, Araica, Ellis) (iTunes i Japan) - 3:49

### Bonus remiksevi
- "Gimme More" (Junkie XL Dub)  (iTunes bonus) - 4:59
- "Gimme More" (StoneBridge Dub)  (švicarski i talijanski iTunes bonus) - 7:23
- "Gimme More" (Paul Oakenfold Remix) (japanski bonus) - 6:06
- "Gimme More" (Music Video) (iTunes bonus) - 4:00

## Ljestvice

### Tjedne ljestvice
| Ljestvica (2007)    | Najviša pozicija |
| ------------------- | ---------------- |
| Australija          | 3                |
| austrija            | 6                |
| Belgija (Flandrija) | 17               |
| Belgija (Valonija)  | 6                |
| Kanada              | 1                |
| Nizozemska          | 14               |
| Europa              | 1                |
| Francuska           | 2                |
| Finska              | 22               |

| Ljestvica (2007)       | Najviša pozicija |
| ---------------------- | ---------------- |
| Njemačka               | 10               |
| Mađarska               | 24               |
| Italija                | 6                |
| Nizozemska             | 8                |
| Norveška               | 12               |
| Švedska                | 11               |
| Švicarska              | 4                |
| Ujedinjeno Kraljevstvo | 2                |
| Billboard 200          | 2                |

### Godišnje ljestvice
| Godina | Država     | Ljestvica     | Pozicija |
| ------ | ---------- | ------------- | -------- |
| 2007.  | SAD        | Billboard 200 | 138      |
| 2007.  | Australija | ARIA          | 56       |
| 2007.  | Grčka      | IFPI          | 41       |
| 2008.  | Australija | ARIA          | 83       |
| 2008.  | SAD        | Billboard 200 | 85       |